# Spanje op de Olympische Zomerspelen 1924
Spanje nam deel aan de Olympische Zomerspelen 1924 in Parijs, Frankrijk. Er werden geen medailles gewonnen.

## Deelnemers en resultaten per onderdeel

### Voetbal

#### Mannentoernooi
- Voorronde
  - Verliest van  Italië (0 – 1) → uitgeschakeld
- Basisspelers
  - Carmelo Goyenechea
  - Patxi Gamborena
  - Jesús Larraza
  - José María Peña
  - José Samitier
  - Juan Monjardín
  - Luis Casas Pasarín
  - Chirri
  - Pedro Vallana
  - Ricardo Zamora
  - Vicente Piera
- Bondscoach
  - Pedro Parages
- Reservespelers
  - Antonio Juantegui
  - Domènec Carulla
  - Domingo Gomez Acedo
  - Felix Marcos
  - José Luis Zabala
  - José Maria Peña
  - Megido Meana
  - Óscar Álvarez
  - Patricio Escobal
  - Ramon Triana
  - Vicente Piera
  - Victor del Campo

Argentinië · Australië · België · Brazilië · Brits-Indië · Bulgarije · Canada · Chili · Cuba · Denemarken · Ecuador · Egypte · Estland · Filipijnen · Finland · Frankrijk · Griekenland · Groot-Brittannië · Haïti · Hongarije · Ierland · Italië · Japan · Joegoslavië · Letland · Litouwen · Luxemburg · Mexico · Monaco · Nederland · Nieuw-Zeeland · Noorwegen · Oostenrijk · Polen · Portugal · Roemenië · Spanje · Tsjecho-Slowakije · Turkije · Uruguay · Verenigde Staten · Zuid-Afrika · Zweden · Zwitserland